# Colona scabra
Colona scabra là một loài thực vật có hoa trong họ Cẩm quỳ. Loài này được (Sm.) Burret mô tả khoa học đầu tiên năm 1926.